# 大雪山 (北海道)
大雪山（日语：／ Daisetsu zan）指的是位於日本北海道中央區域的一個火山群，並非特指一座單一的山峰，也因此常常被稱為「大雪山系」。廣義上包括了表大雪、北大雪、東大雪、十勝岳連峰，相當於整個大雪山國立公園的範圍，整個區域南北達63公里，東西59公里，其面積和相當於整個神奈川縣。
大雪山本來是指現在的「表大雪」，也就是御鉢平破火山口為中心的區域，也被稱作「大雪山系」。
深田久彌在日本百名山掲載從西麓的勇駒別溫泉（現旭岳溫泉鄉）經旭岳、北鎮岳、永山岳等至愛山溪溫泉，翌日從愛山溪溫泉周遊御鉢平，再從黑岳至層雲峽溫泉的登山紀行。

## 概要
大雪山位於北海道中央，由標高2,000公尺級的峰群所組成。由於非指單一山岳，因此也稱「大雪山系」。
最高峰旭岳為中心的大雪火山群與南方廣大區域稱作「表大雪」 。「大雪山」或「大雪山系」本來也是指此「表大雪」所在的御鉢平破火山口周邊區域。
阿伊努語名為「nutap-ka-us-pe」（在河流彎曲的地方聳立的永恆之山）或「nutap-kamuy-sir」（河流彎曲之處的神山），或是跟十勝岳連峰合稱為「op-ta-tes-ke」。
現在的大雪山除了以旭岳為中心的山群（表大雪），還包含了ニセイカウシュッペ山等所在的北大雪、二屏卒山等組成的東大雪、以及十勝岳連峰，形成巨大的山系。不過，環境省的資料等也將ニセイカウシュッペ山列為表大雪區域。
涵蓋旭岳等峰群（表大雪）及其周圍的北大雪、東大雪、十勝岳連峰的大雪山國立公園，面積達約23萬公頃，是日本最大的國立公園。
江戶時代後期以後，和人間宮林藏、松浦武四郎、松田市太郎等人開始探勘大雪山周邊。松田市太郎在1857年3月至4月在愛奴人引領下進行石狩川的源頭調査，登上忠別岳等山並發現層雲峽溫泉。明治時代的1872年，高畑利宣在層雲峽探險發現流星瀑布與銀河瀑布。1874年（明治7年），作為御雇外國人的美國礦山學者班傑明·史密斯·萊曼從石狩川往十勝方向進行調査。
另一方面，大雪山系除了部分山名與溪流使用愛奴語以外，在大正時代以前都未命名。前往旭川擔任教諭、並在大雪山系進行地質與植被調查的小泉秀雄在1918年（大正7年）8月於日本山岳會機關誌《山岳》刊載「北海道中央高地的地學研究」，在北海道廳的20萬分之1地圖上加上詳細地名。原則上應採用舊有愛奴地名，其他則用新地名。後者的例子有以鎮守北邊的北海道第7師團命名的「北鎮岳」，以及以間宮林藏、松浦武四郎、松田市太郎等探險者苗字命名的山岳。小泉在1926年（大正15年/昭和元年）發行的第一本正式導覽書《大雪山 登山法及登山案內》地圖中進行修正，完成地名選定。
小泉被認為是除了愛奴人以外第一位走遍整個大雪山地區的人。其選定的地名也在大町桂月「從層雲峽往大雪山」（『中央公論』1923年8月號刊載）、大島亮吉『從石狩岳往石狩川』等紀行文帶動下廣為人知。1924年（大正13年），實業家荒井初一成立「大雪山調査會」，推動自然調査與保護、觀光開發等活動。
大町桂月等4人在1921年（大正10年）8月22日從鹽谷溫泉（現在的層雲峽溫泉）入山，25日抵達松山溫泉（現在的天人峽溫泉）完成縱走。該紀行文「從層雲峽往大雪山」講述了大雪山系的深奧。在該文激勵下，北海道廳職員組成的北海道山岳會在1923年（大正12年）完成層雲峽經黑岳至旭岳石室的登山道與山小屋整備，並連接天人峽的既有登山道。
另外，北海道史研究家河野常吉在1927年8月於《北海時報》（現在的『北海道新聞』）發表應以旭岳為山系總稱，小泉於同年11月刊文反駁後，大雪山從此定名。
大雪山現為國家特別天然紀念物（天然保護區域）以及大雪山鳥獸保護區（大規模生息地、面積35,534公頃）。

## 地域區分

### 表大雪

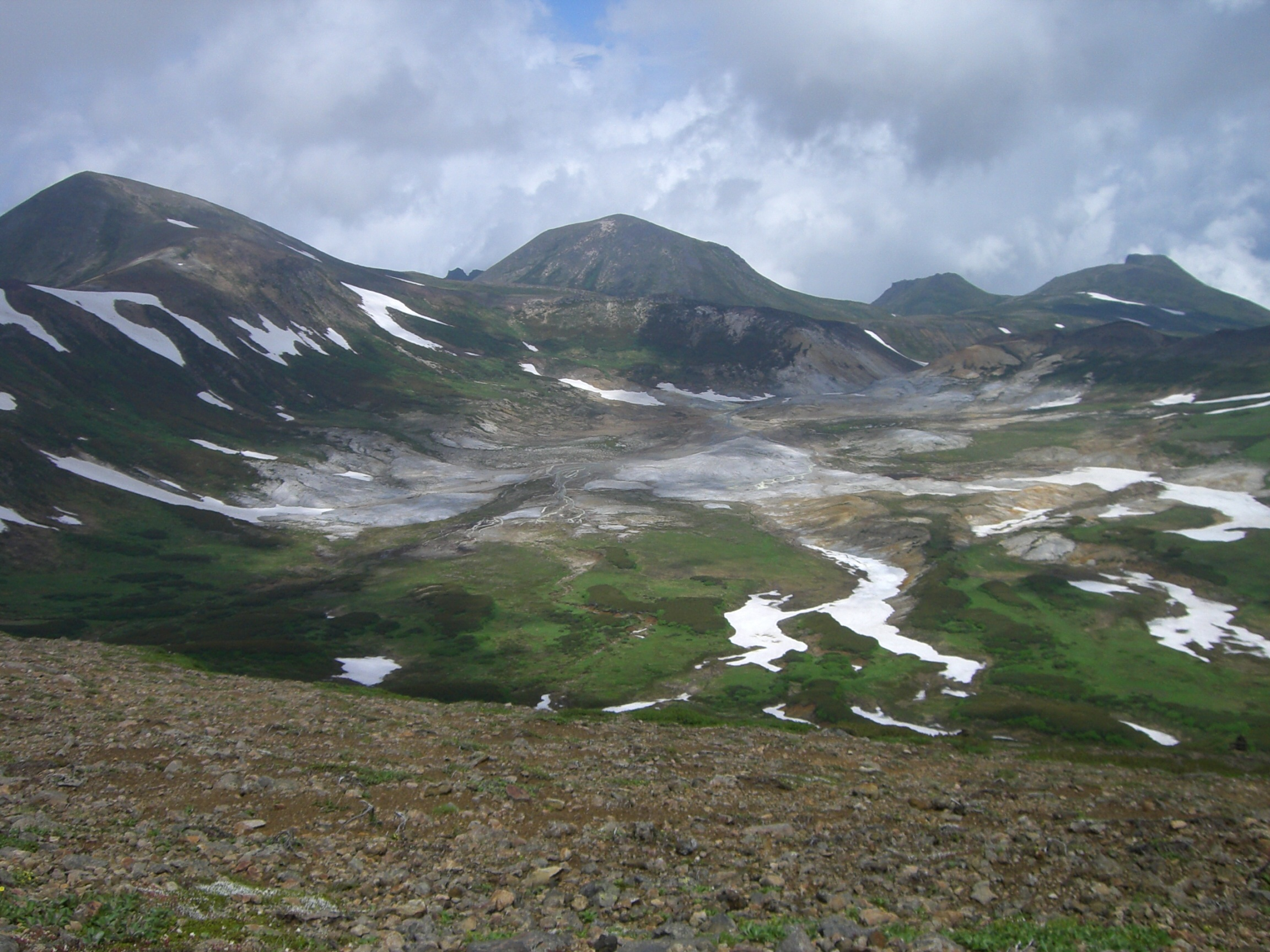
西から見た大雪山のお鉢平カルデラ、ピークは左から北鎮岳、凌雲岳、桂月岳、黑岳

狹義的大雪山範圍指的是旭岳連峰等位於石狩川和忠別川上游區域的山。而所謂的「表大雪」則更包含了富良牛山周邊的「大雪的奧座敷」山群。
- 旭岳（2,291m） - 北海道最高峰，位於大雪山系北部。
- 北鎮岳（2,244m）
- 白雲岳（2,230m）
- 愛別岳（2,113m）
- 北海岳（2,149m）
- 黑岳（1,984m） - 5合目有大雪山層雲峽、黑岳纜車黑岳站、大雪山黑岳資料館
- 赤岳（日语：赤岳 (大雪山)）（2,078m）
- 綠岳（日语：緑岳 (大雪山)）（2,019m） - 別名：松浦岳

御鉢平底部有座會噴出溫泉與毒氣硫化氫的「有毒溫泉」，因此禁止民眾進入。御鉢平北側稜線沿登山道往下有野外溫泉中岳溫泉。

### 北大雪
石狩川以北的ニセイカウシュッペ山 (1,883 m) 等山群稱作北大雪。但是，環境省資料等也將ニセイカウシュッペ山及平山列為表大雪地區的一部分。
- 武華岳 (1,758 m)
- 武利岳 (1,876 m)
- 平山 (1,771 m)
- チトカニウシ山 (1,445 m)
- 屏風岳 (1,792 m)

### 東大雪
東南方的以下山群合稱東大雪。過去也稱作「裏大雪」。東大雪地區屬十勝川流域，包含此山域在內的石狩連峰山群與表大雪不同，為非火山性山群。
- 二屏卒山（日语：ニペソツ山） (2,013 m)
- ウペペサンケ山（日语：ウペペサンケ山） (1,848 m)
- 石狩岳（日语：石狩岳） (1,967 m)
- 音更山（日语：音更山） (1,932 m)
- 白雲山 (1,187 m)
- 天望山（日语：天望山 (北海道)） (1,173 m) 別名：「唇山」

### 十勝岳
十勝岳連峰也屬於大雪山巨大山系的一部份。

### 图片集

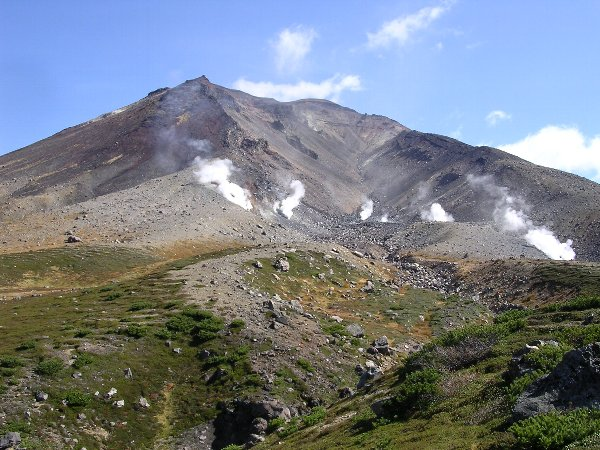
旭岳 2,291m
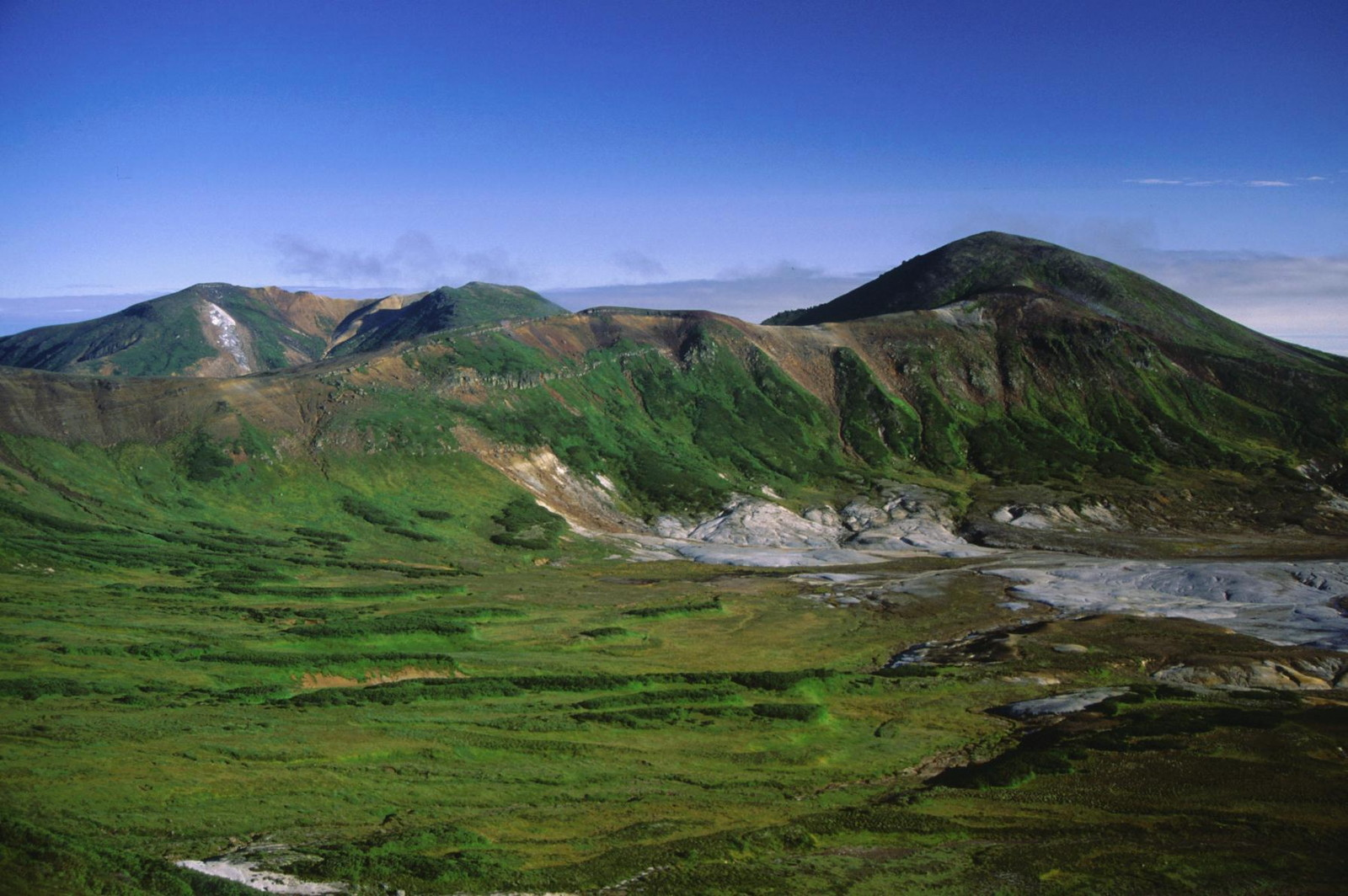
北鎮岳 2,244m
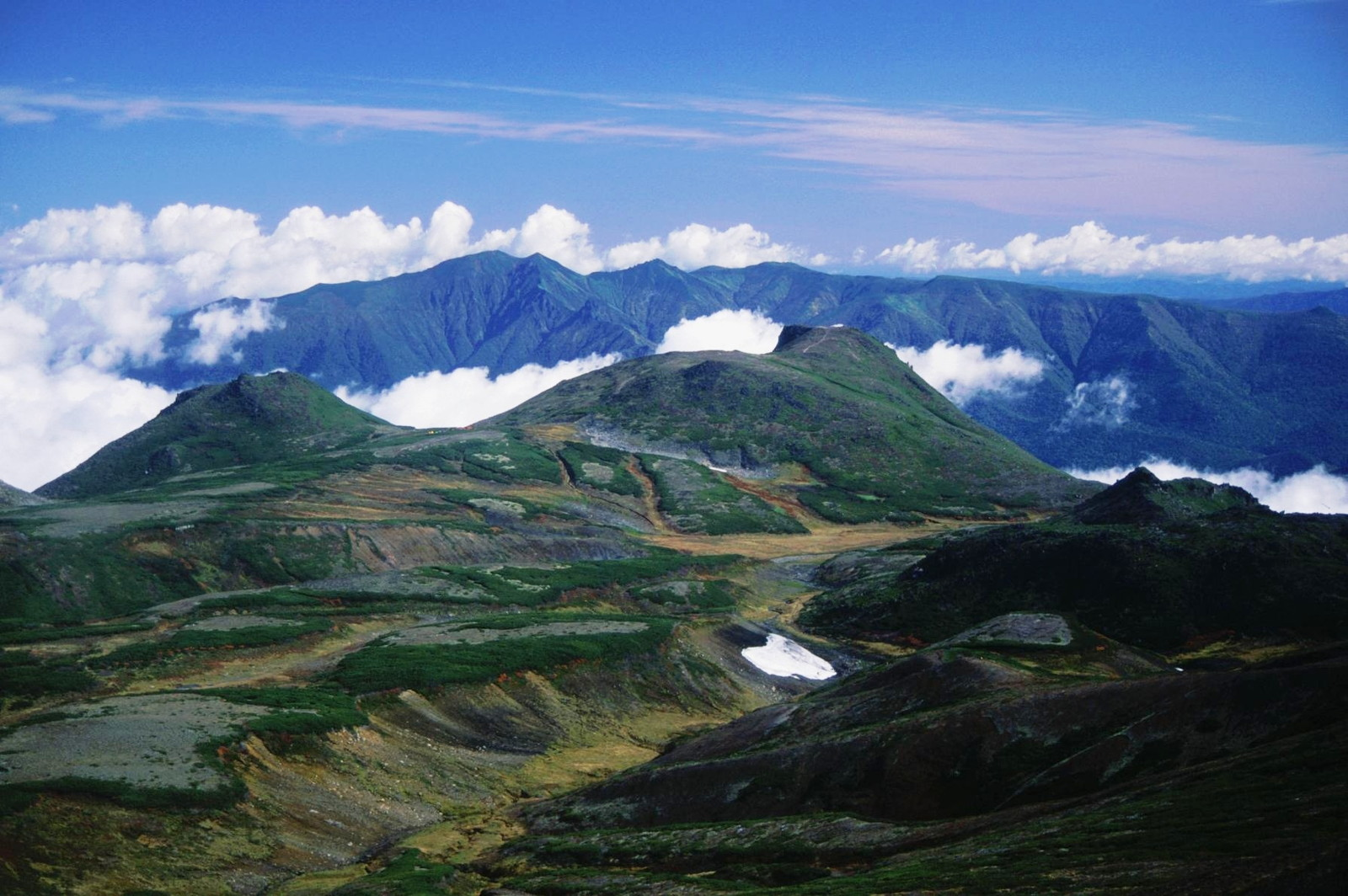
黑岳 1,984m
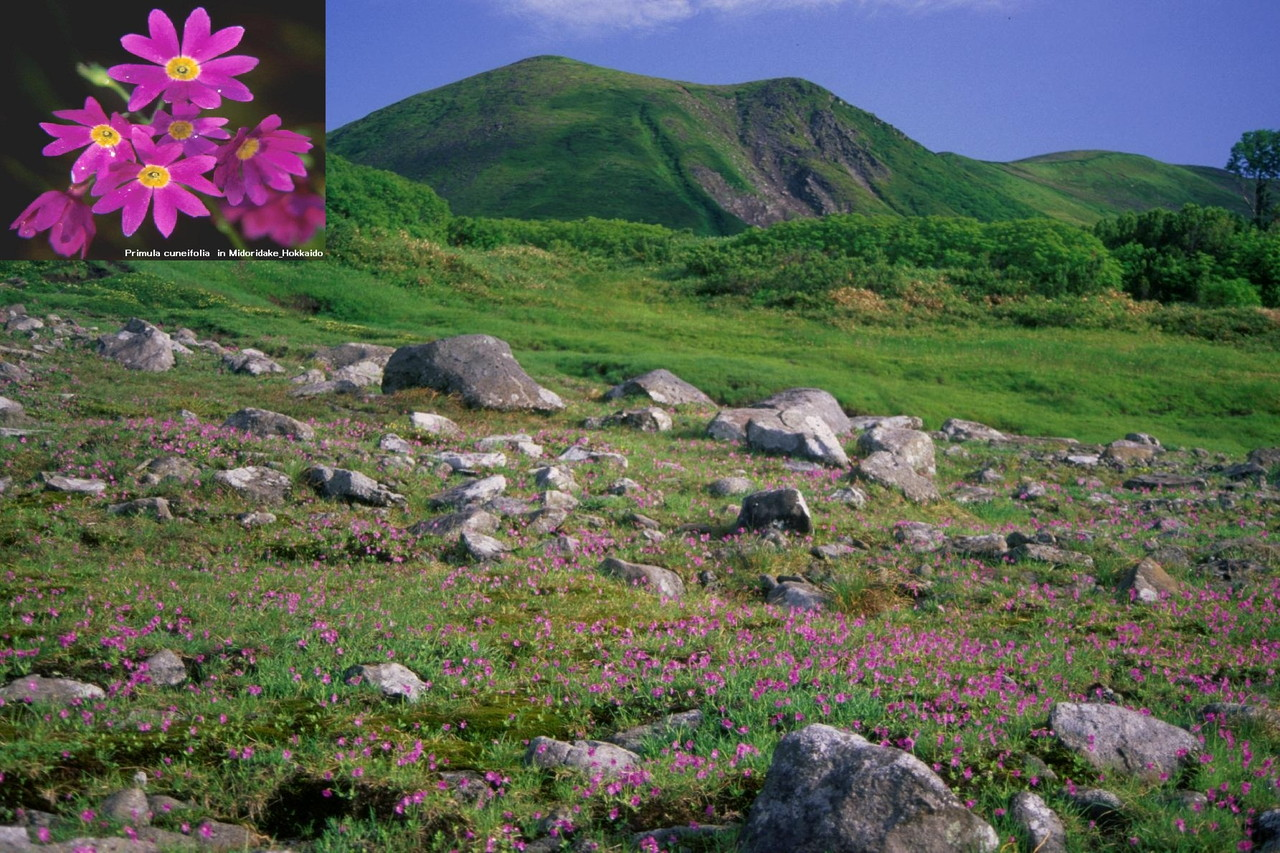
綠岳 2,019m
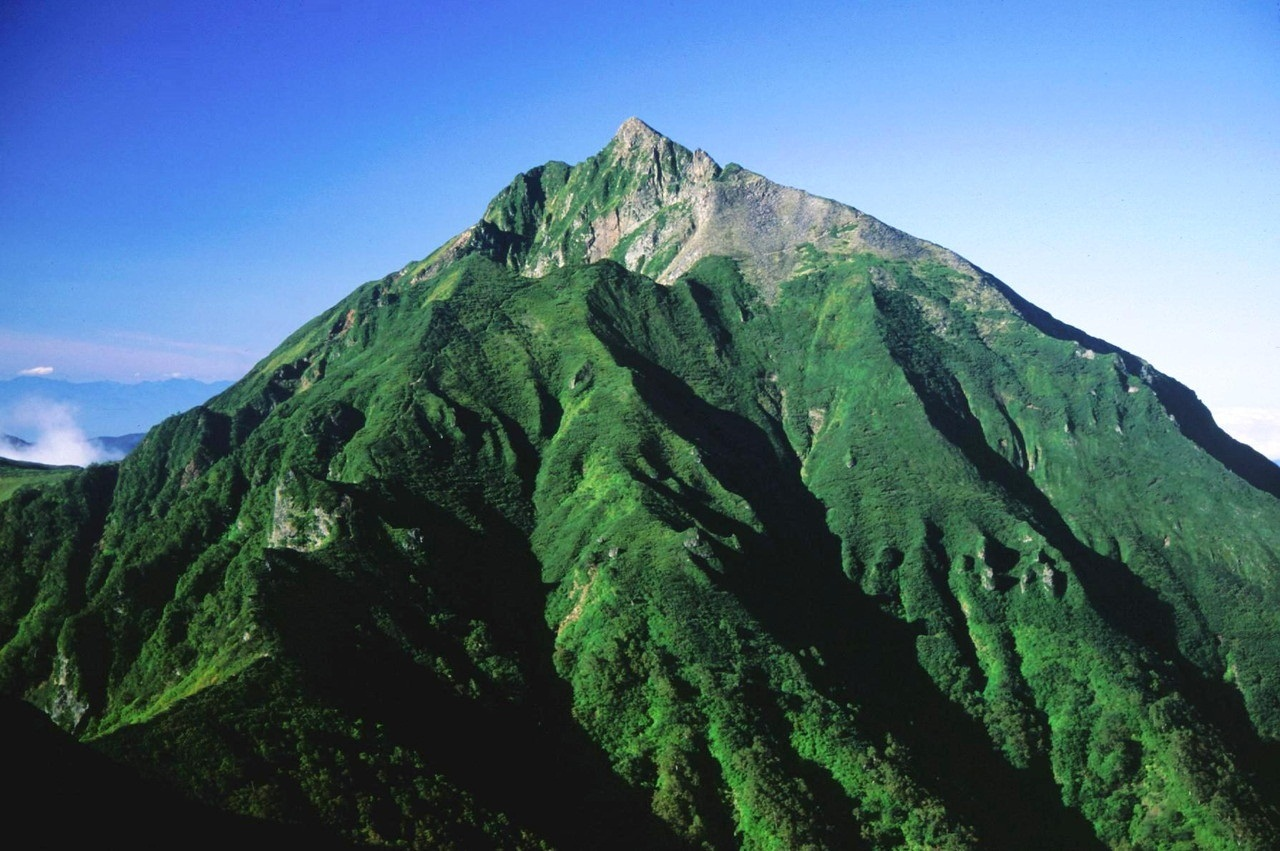
二屏卒山（日语：ニペソツ山）
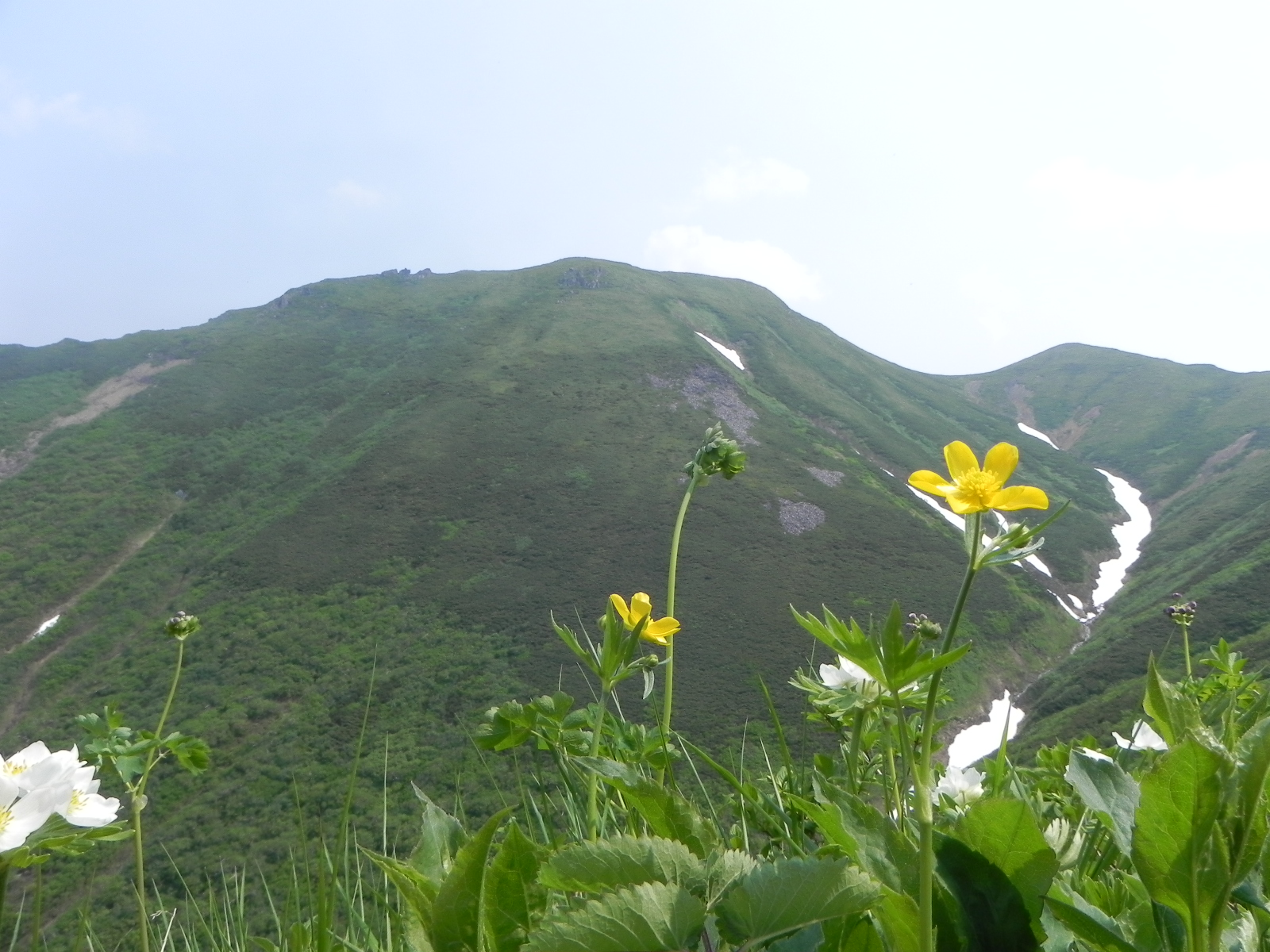
ニセイカウシュッペ山（日语：ニセイカウシュッペ山）

## 自然

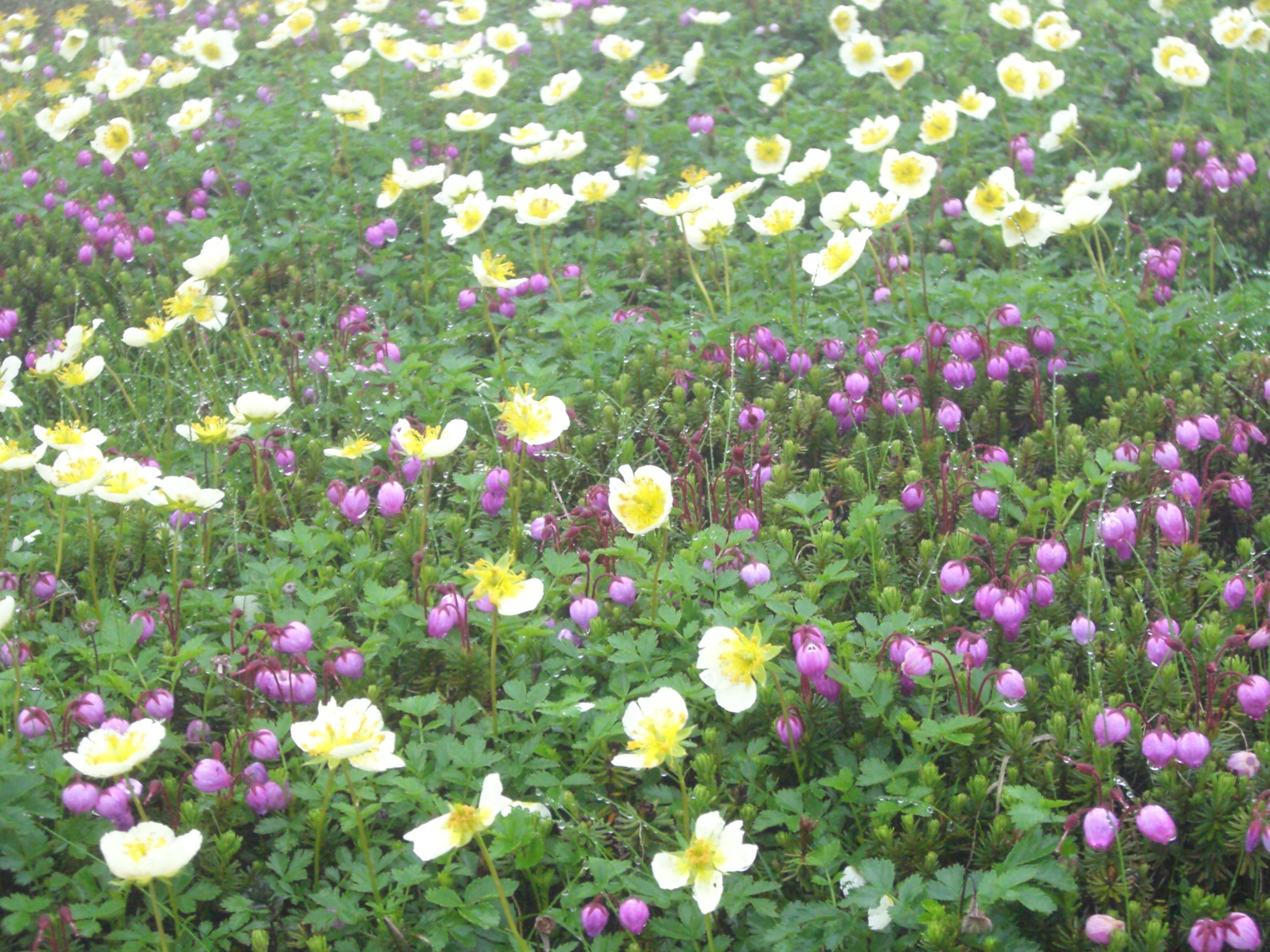
7月中旬的大雪山花田（黃色是珍車（Geum pentapetalum），紅色是松毛翠）

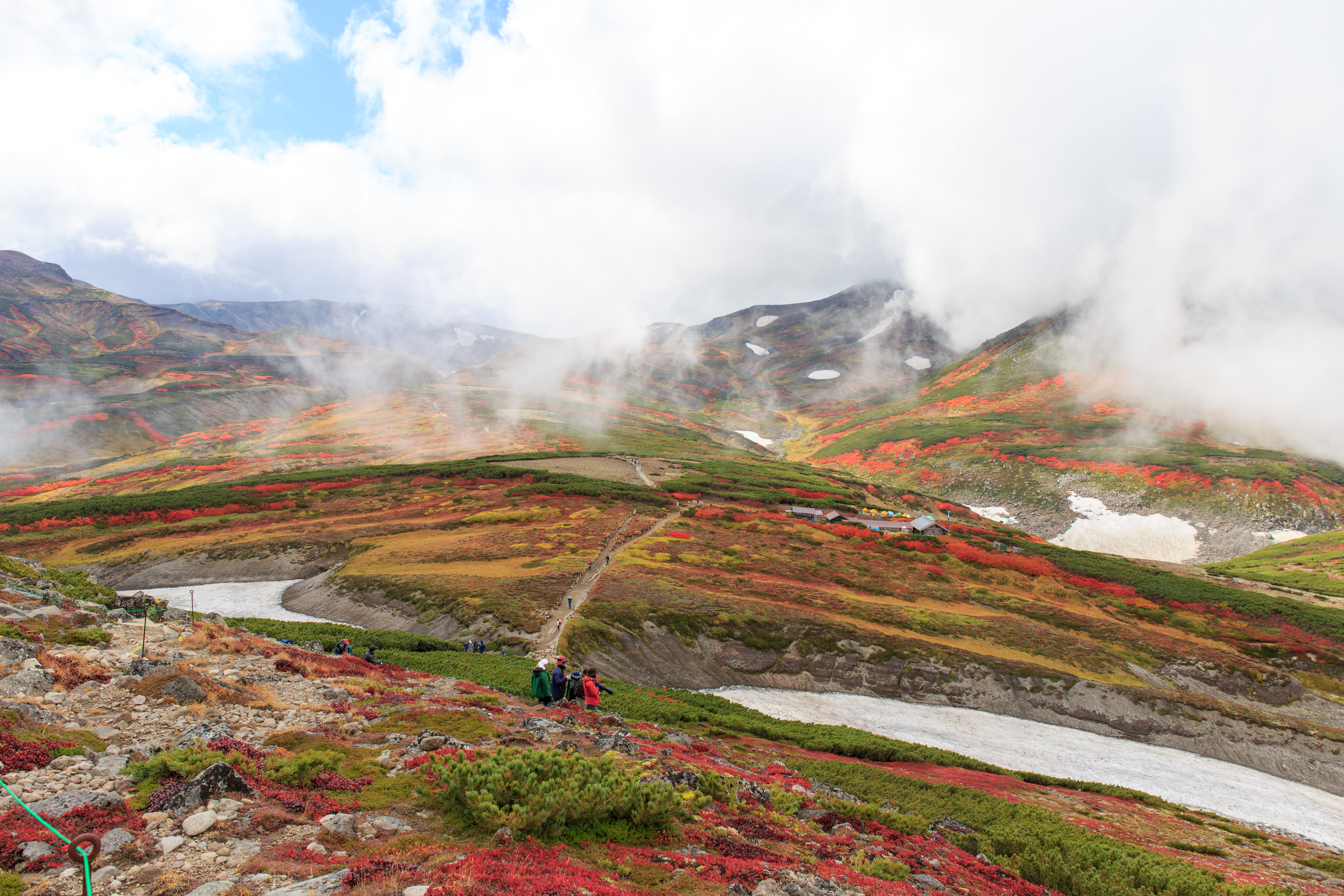
9月的紅葉（黑岳石室附近）

大雪山是高山植物的寶庫。由於位於高緯度的北海道，使得其氣象條件相當於日本阿爾卑斯3,000公尺級山岳。大雪山山區面積寬廣且平緩，是日本最大的高山帶。地理上是堪察加、西伯利亞、日本本州的匯合點，又處於溫帶和寒帶之間，加上。小泉岳 - 綠岳之間的永久凍土與周冰河地形，因此高山植物種類繁多。
由於其地理與氣候等因素，此地是日本國內最早迎來紅葉的地區，從9月開始就可觀賞黑北極果與珍車等紅葉。此外，初雪大略出現在每年9月中旬。
大雪山系，包括南側的富良牛山（2,141公尺）、忠別岳（1,963公尺）一帶，是愛奴語所說的「kamuy-mintar」。直譯為「眾神的花園」，「神」指的是「kimun-kamuy」（山神），也就是棕熊，意味著這裡是棕熊頻繁出現的地方。

## 地史
構成大雪山系基礎的基岩高度達海拔1,000公尺。在更新世初期噴發大量的火山碎屑流後，開始了形成現在地形的火山活動。首先，噴發了流動性高的厚熔岩流，形成了南部的高根原和西北部的沼之平等廣闊的高原。
之後的噴發轉變為流動性較差的熔岩，形成了北鎮岳、黑岳、白雲岳等火山穹丘。3萬年前大雪山中心地帶發生大噴發，大量火山碎屑流從東側流出形成台地。層雲峡是該台地遭到石狩川侵蝕後所形成，其兩岸的柱狀節理是當時沉積而成的凝灰岩。
御鉢平破火山口在約3萬8千年前形成。1萬年前，西部開始反覆噴發，形成成層火山的旭岳。旭岳在約5,600年前噴發並造成山體崩壞，形成現在的山容。旭岳現在依然有活躍的火山氣體活動。最新一次的水蒸氣噴發在約250年前。

## 念法
最早紀錄大雪山之名的書物是1899年（明治32年）發行的《日本名勝地誌》。該書將其念為、「たいせつざん（Taisetsuzan）」。命名者是小說家松原二十三階堂（岩五郎）。1912年（明治45年）發行的《帝國地名辭典》也採用相同念法。
國土地理院一樣使用「Taisetsuzan」。旭川市至網走市的國道39號通稱「大雪國道」（Taisetsu Kokudou），該市也可見到旭川大雪體育館（Asahikawa Taisetsu Arena）與旭川市大雪水晶館（Asahikawa Taisetsu Crystal Hall）等公共設施。而上川町層雲峽溫泉也有同念法的「大雪飯店」（Hotel Taisetsu）。國鐵（JR北海道）也有運行於札幌站、旭川站 - 網走站之間的國鐵（JR北海道）的急行列車、特急列車「大雪（Taisetsu）」。
另一方面，1934年（昭和9年）成立的大雪山國立公園念法則是「Daisetsuzan Kokuritsu Koen」。大雪山特有動植物命名和名時也採用「Daisetsu」的念法，如大雪鳥兜（Daisetsu Torikabuto）、大雪高嶺日陰（Daisetsu Takanehikage）、大雪筬蟲（Daisetsu Osamushi）、大雪高嶺蕗飛蝗（Daisetsu Takanefukibatta）等。東亞國內航空在為旗下YS-11機體命名時，其中JA8759也採用「だいせつ」（Daisetsu）的念法。現在當地的看板羅馬拼音可見「Daisetsu」、「Taisetsu」兩者混用。

## 相關項目
- 大雪山國立公園
- 日本秘境百選
- 天然紀念物
- SOS事件

## 外部連結
- （日語） 大雪山 （页面存档备份，存于） 氣象廳
  - （繁體中文） 繁體中文網站 （页面存档备份，存于）
  - （简体中文） 簡體中文網站 （页面存档备份，存于）